# Territorija
Territorija (russisk: Территория) er en sovjetisk spillefilm fra 1978 af Aleksandr Surin.

## Medvirkende
- Donatas Banionis — Ilja Nikolaevitj Tjinkov
- Vladimir Letenkov — Sergej Baklakov
- Jurij Sjerstnev — Mongolov
- Jevgenij Gerasimov — Zjora Aptratin
- Nina Zasukhina — Lidija Makarovna